# Saint-Just (Ille-et-Vilaine)
Saint-Just é uma comuna francesa na região administrativa da Bretanha, no departamento de Ille-et-Vilaine. Estende-se por uma área de 28,05 km². Em 2010 a comuna tinha 1 085 habitantes (densidade: 38,7 hab./km²).